# Richard Lohrmann
Richard Lohrmann (* 3. März 1896 in Kirchheim unter Teck; † 1. Januar 1970 in Riedlingen) war ein deutscher Forstmann und Naturschützer.

## Leben
Nach Besuch der Lateinschule in Kirchheim und des Gymnasiums in Esslingen am Neckar (das heutige Georgii-Gymnasium) studierte Lohrmann zunächst an der Eberhard Karls Universität Tübingen, dann an der Albert-Ludwigs-Universität Freiburg Forstwissenschaften. In Tübingen wurde er Mitglied der Studentenverbindung AV Igel. Nach Abschluss des Studiums war er Forstmeister in Heubach und ab 1926 Leiter des Forstamts Tuttlingen. Bereits in dieser Zeit setzte er sich neben seiner Tätigkeit im Forst für den Naturschutz der Schwäbischen Alb ein und war unter anderem an der Erhaltung von Naturdenkmalen bzw. Naturschutzgebieten wie dem Stiegelesfels, dem Hintelestal, dem Irrendorfer Hardt oder dem Hohentwiel wesentlich beteiligt.
Von 1934 bis 1939 war Lohrmann Oberforstrat bei der Forstdirektion Stuttgart und sicherte gemeinsam mit Hans Schwenkel schützenswerte Waldflächen als Naturschutzgebiete. Während des Zweiten Weltkrieges war Lohrmann Naturschutzbeauftragter bei der deutschen Forstverwaltung in den okkupierten polnischen Gebieten, wo er für die Ausweisung von Waldschutzgebieten zuständig war.
1946 bekam er die Leitung des staatlichen Forstamtes Riedlingen, die er bis zu seiner Pensionierung 1961 innehatte. Neben dieser Tätigkeit war er Kreisbeauftragter für Naturschutz im damaligen Landkreis Saulgau.

## Ehrenamtliche Tätigkeit
Seit 1913 war Lohrmann Mitglied des Schwäbischen Albvereins, wo er Hauptnaturschutzwart des südlichen Vereinsgebiets war. Daneben hatte er die Funktion des Obmanns im Donau-Bussen-Gau und war lange Jahre Mitglied im Hauptvorstand des SAV. Außerdem war er seit 1950 Mitglied der Naturforschenden Gesellschaft Schaffhausen CH.

## Ehrungen
- 1964 – Bundesverdienstkreuz 1. Klasse
- 1965 – Felix-von-Hornstein-Medaille des Bundes Naturschutz in Oberschwaben
- 1980 – Widmung einer 300-jährigen Eiche in Heiligkreuztal nach Richard Lohrmann durch die Staatsforstverwaltung und den Schwäbischen Albverein[2]